# Silvius variegatus
Silvius variegatus är en tvåvingeart som först beskrevs av Fabricius 1805.  Silvius variegatus ingår i släktet Silvius och familjen bromsar. Inga underarter finns listade i Catalogue of Life.